# Darla dirladada
Singles de Dalida
Pour qui, pourquoi
(1970)  Ils ont changé ma chanson, ma
(1970)
Darla dirladada (en grec moderne : Ντιρλαντά, Dirlantá) est une ancienne mélodie du folklore grec, plus précisément kalymniote. Cet air, dont il semble exister de multiples versions et variantes, était chanté par les pêcheurs d'éponges pour maintenir leurs coéquipiers éveillés en remontant de leur plongée, et vérifier qu'ils n'étaient pas victimes d'accident de décompression,.
En 1965, la mélodie est enregistrée sur disque par Pantelis Ginis, où cette lancinante mélopée conserve encore ses caractéristiques fondamentales de chant de travail, puis une autre adaptation de la mélodie, toujours interprétée en grec, par Dionysis Savvopoulos (el), dans un style plus moderne, mais qui reste traditionnel et folklorique paraît chez Polydor/Lyra fin 1969 sous le titre Dirlanda. Ce 45 tours connaît un succès modéré en France avant d'être repris quelques mois plus tard par Dalida, avec un texte en français du parolier Boris Bergman, alors que le compositeur Jean Musy travaille sur la mélodie. Devenu succès populaire en France, le simple y atteint la septième place des ventes en septembre et est la 48e meilleure vente de l'année 1970. La chanson devient un des tubes incontournables de la chanteuse en ce début de décennie. 
Dans la version française, en écoutant l'air gai de la chanson, on peut ne pas prendre garde à la tristesse des paroles, contant l'histoire d'une femme abandonnée et forte, qui est pourtant tentée par la mort (« Je n'ai qu'une enfant c'est ma terre, je n'ai qu'une amie la rivière, elle fait darla dirladada, court le furet file la vague, je vivrai dans un monde d'algues, et j'aurai l'océan pour toi. »). En 2016, dans une interview accordée à Patrick Simonin sur TV5 Monde, le parolier de la version en français de la chanson, Boris Bergman, révèle qu'il s'agit d'un texte sur le suicide.
Dalida enregistre également des versions en italien et en allemand de la chanson, qui est commercialisée en italien couplée avec Arlecchino.

## Reprises
Il existe également une version chantée par Peter Lelasseux, directeur artistique de Polydor à l'époque, et sortie également en 1970. En 1978, la chanson est reprise dans le film de Patrice Leconte Les Bronzés, avec des paroles modifiées en « Viens nous voir à Galaswinda, darla dirladada / Y a du soleil et des nanas, darla dirladada / On va s'en fourrer jusque-là, darla dirladada / Pousse la banane et mouds l'kawa / Tous les soirs on f'ra la java, darla dirladada / En hurlant "Agadaouba !", darla dirladada (bis) ». Cette version connaît un regain de popularité auprès du grand public et dans les club Med au cours de l'année 1993, quand elle est reprise, avec des paroles légèrement modifiées, par le groupe G.O. CUL-TURE, composé de Benoît Marissal, Bruno Van Garsse, Freddy Nyiri, Jacky Meurisse et Michel Nachtergaele.
En 2001, la chanson est également reprise en bande sonore du film C'est la vie de Jean-Pierre Améris avec Jacques Dutronc et Sandrine Bonnaire (source : générique).

## Classement hebdomadaire
| Pays ou Région      | Meilleure position |
| ------------------- | ------------------ |
| France (SNEP)       | 7                  |
| France (CIDD)       | 11                 |
| Québec              | 16                 |
| Italie              | 47                 |
| Wallonie (Ultratop) | 13                 |

## Liste des pistes
7" single :
1. Darla dirladada — 3:15
2. Diable de temps — 2:30

7" maxi - 1993 release :
1. Darla dirladada (disco 93 mix) — 6:55
2. Darla dirladada (sirtaki mix) — 4:04